# Ebenezer Prout

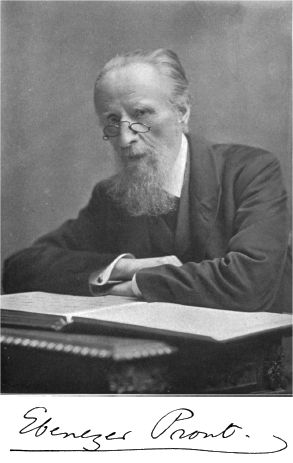
Ebenezer Prout na konci 90. let 19. století

Ebenezer Prout (1. března 1835 – 5. prosince 1909) byl anglický hudební teoretik, spisovatel, učitel a skladatel. Jeho učení, později včleněné do série standardních děl, která se používají dodnes, bylo základem práce mnoha britských klasických hudebníků následujících generací.

## Theoretical works
- Harmony, its Theory and Practice (1889, rev. 1901: 20 vydání do roku 1903)
- Counterpoint (1890)
- Double Counterpoint and Canon (1891)
- Fugue (1891)[1]
- Fugal Analysis (1892)
- Musical Form (1893)
- Applied Forms (1895)
- The Orchestra, Vol I (1898)
- The Orchestra, Vol II (1899)